# Antti Sainio
Antti Juha Eemeli Sainio (* 17. Mai 2005 in Nokia) ist ein finnischer Sprinter und Hürdenläufer, der sich auf die 400-Meter-Distanz spezialisiert hat und aktuell Inhaber des Landesrekordes ist.

## Sportliche Laufbahn
Erste internationale Erfahrungen sammelte Antti Sainio bei den U18-Europameisterschaften in Jerusalem im Finale über 400 m Hürden nicht mehr an den Start ging. Im Jahr darauf gewann er bei den U20-Europameisterschaften ebendort in 50,19 s die Silbermedaille. Zudem gelangte er mit der finnischen 4-mal-400-Meter-Staffel mit 3:10,04 min auf Rang acht. 2024 gewann er bei den U20-Weltmeisterschaften in Lima in 49,61 s die Bronzemedaille über 400 m Hürden. Im Jahr darauf wurde er bei der 1. Liga der Team-Europameisterschaft in Madrid in 49,44 s Erster im B-Lauf über 400 m Hürden, ehe er bei den U23-Europameisterschaften in Bergen in 48,61 s den vierten Platz belegte und damit einen neuen Landesrekord aufstellte, womit er Oskari Mörö als Rekordhalter ablöste.
2024 wurde Sainio finnischer Meister im 400-Meter-Hürdenlauf sowie 2023 Hallenmeister über 300 m Hürden.

## Persönliche Bestzeiten
- 400: Meter 47,76 s, 2. August 2024 in Riihimäki
- 400 m Hürden: 48,61 s, 19. Juli 2025 in Bergen (finnischer Rekord)